# Hohenkirchen (Hessen)
Hohenkirchen is een deel van de gemeente Espenau in Hessen in Duitsland. Hohenkirchen hoort bij het district Kassel. Hohenkirchen ligt tussen Vellmar en Imminghausen.
Hohenkirchen ligt aan de Uerdinger linie, in het traditionele gebied van het Hessisch dialect.   